# 亞科夫·布利奧赫
亞科夫·莫伊谢耶维奇·布利奧赫（俄語：Яков Моисеевич Блиох；1895年—1957年7月5日），苏联电影导演，生于俄罗斯帝国坦波夫，俄国内战时期在苏军中从事政治工作，1918年加入俄罗斯共产党（布尔什维克），1920年称担任骑兵第1集团军第14骑兵师政治委员，1924年起担任国家影视委员会主任，30年代在敖德萨电影制片厂工作，40年代在斯维尔德洛夫斯克电影制片厂工作，获得苏联国家多个奖项。

## 影视作品

### 担任导演
- 《上海纪事》
- 《共产主义事业的斗士》
- 《悲伤与愤怒之日》
- 《基洛夫》

### 担任制片人
- 《战舰波将金号》